# وندی ون دیک
وندی ون دیک (انگلیسی: Wendy van Dijk؛ زادهٔ ۲۲ ژانویهٔ ۱۹۷۱) هنرپیشه، مجری تلویزیون، و مجری اهل پادشاهی هلند است.